# Vaćani
Vaćani – wieś w Chorwacji, w żupanii szybenicko-knińskiej, w mieście Skradin. W 2011 roku liczyła 120 mieszkańców.